# Invazia Statelor Unite ale Americii în Afganistan
Invazia Statelor Unite ale Americii în Afganistan a avut loc după atacurile din 11 septembrie la sfârșitul anului 2001 și a fost susținută de aliații apropiați ai SUA. Conflictul este cunoscut și sub numele de războiul SUA din Afganistan. Obiectivele sale publice erau de a demonta al-Qaeda și de a le refuza o bază sigură de operațiuni în Afganistan prin eliminarea talibanilor de la putere. Regatul Unit a fost un aliat-cheie al Statelor Unite, oferind sprijin pentru acțiuni militare încă de la începutul pregătirilor pentru invazie. A urmat faza 1996–2001 a Războiului Civil afgan între grupurile talibani și Alianța Nordului, deși talibanii au controlat 90% din țară până în 2001. Invazia SUA a Afganistanului a devenit prima fază a războiului în Afganistan (2001 - prezent) .
Președintele american, George W. Bush, a cerut ca talibanii să-l predea pe Osama bin Laden și să elimine Al-Qaeda; bin Laden fusese deja căutat de FBI încă din 1998. Talibanii au refuzat să-l extrădeze, dacă nu au dat ceea ce considerau dovezi convingătoare ale implicării sale în atacurile din 11 septembrie și au ignorat cererile de închidere a bazelor teroriste și de predare a altor Suspecți teroriști în afară de bin Laden. Cererea a fost respinsă de SUA ca tactică de întărziere și a lansat Operațiunea Enduring Freedom la 7 octombrie 2001 cu Regatul Unit. Celor două li s-au alăturat ulterior alte forțe, inclusiv trupele Alianței de Nord pe teren. SUA și aliații săi au alungat rapid talibanii de la putere până la 17 decembrie 2001 și au construit baze militare în apropierea marilor orașe din toată țara. Majoritatea membrilor al-Qaeda și talibani nu au fost prinși, care au evadat în Pakistanul vecin sau s-au retras în regiunile muntoase rurale sau îndepărtate în timpul bătăliei de la Tora Bora.